# The Last Day
Pour l'épisode de Doctor Who, voir The Last Day (Doctor Who).
Pour plus de détails, voir Fiche technique et Distribution.
The Last Day ou Tsunami au Québec (hangeul : 해운대 ; hanja : 海雲臺 ; RR : Haeundae ; MR : Haeuntae) est un film sud-coréen réalisé par Yoon Je-kyoon, sorti en 2009.

## Synopsis
À l'été 2009, les séismes sous-marins risquent de provoquer un tsunami sur Haeundae, un district de Busan, ville de Corée du Sud : les autorités ne veulent rien entendre et refusent d'évacuer les plages où se trouvent un million de visiteurs comme chaque année.
De plus en plus violent, le tsunami devient ce qu'on appelle un mégatsunami…

## Fiche technique
Sauf indication contraire ou complémentaire, les informations mentionnées dans cette section peuvent être confirmées par la base de données KMDb
- Titre original : 해운대
- Titre international et français : The Last Day
- Titre québécois : Tsunami
- Réalisation : Yoon Je-kyoon
- scénario : Kim Hwi et Yoon Je-kyoon
- Musique : Lee Byeong-woo
- Directeur artistique : Hwang In-jun
- Costumes : Kim Jeong-won
- Photographie : Kim Young-ho
- Son : Choi Tea-young
- Montage : Shin Min-gyeong (ko)
- Production : Yoon Je-kyoon
- Coproduction : Lee Sang-yong et Yoon Je-kyoon
- Production déléguée : Lee Ji-seung (ko)
- Sociétés de production : JK Film et CJ Entertainment
- Sociétés de distribution : CJ Entertainment (Corée du Sud) ; Ciné-Asie (Canada) et Wild Bunch (France)
- Budget : 13 millards de won[1]
- Pays de production :  Corée du Sud
- Langue de production : coréen
- Format : couleur - 2,35:1 • 35 mm (anamorphic) - Dolby Digital
- Genre : catastrophe, action, aventure, comédie dramatique
- Durée : 120 minutes — 129 minutes (Director's cut)
- Dates de sortie :
  - Corée du Sud 22 juillet 2009
  - France 6 juillet 2010 (DVD)[2]

## Distribution
- Seol Kyeong-gu (VFB : Erwin Grünspan) : Choi Man-sik
- Ha Ji-won (VFB : Audrey d'Hulstère) : Kang Yeon-hee
- Park Joong-hoon (en) (VFB : Frédéric Meaux) :  Kim Hwi, géologue
- Uhm Jung-hwa (VFB : Alexandra Corréa) : Lee Yoo-jin, ex-femme de Kim Hwi et mère de Ji-min
- Lee Min-ki (VFB : Maxime Donnay) : Choi Hyung-sik, secouriste en milieu maritime
- Kang Ye-won (VFB : Mélissa Windal) : Hi-mi, ex-fiancée de Joon-ha
- Kim In-kwon (en) (VFB : Pierre Lognay) : Oh Dong-choon
- Sung Byung-sook : la mère de Dong-choon
- Do Yong-gu : le père de Yeon-hee
- No Joon-ho : Hae-chan
- Song Jae-ho (en) (VFB : Robert Guilmard) : Eok-jo, oncle de Choi Man-sik
- Kim Ji-yeong (en) : Geum-ryeon
- Tae In-ho : l'employé de l'agence pour la Prévention des catastrophes
- Chun Bo-geun (en) (VFB : Nat Pierre ; VQ : Jordan Erwin) : Seung-hyun, fils de Choi Ma-sik
- Kim Yoo-jung : Kim Ji-min, fille de Lee Yoo-jin
- Lee Si-on : Princesse
- Bae Young-woo : le médecin interne
- Yeo Ho-min : Joon-ha, ex-fiancé de Hi-mi
- Kim Yoo-bin : Jin-soo, amis de Joon-ha
- Kim Jeong-woon : Hyeong-cheol, autre amis de Joon-ha
- Bae Ho-geun : le chercheur de l'Institut océanographique international
- Lee Dae-ho : lui-même (apparition exceptionnelle)

## Production

### Genèse et développement
En décembre 2007, Doosaboo Films signe un mémorandum d'entente avec Polygon Entertainment — société américaine dirigée par Hans Uhlig, superviseur des effets spéciaux doté de la meilleure technologie dans le domaine de l'infographie lié à l'eau — afin de produire deux films, Secteur 7 (7광구, 2011) de Kim Ji-hoon et The Last Day (해운대) de Yoon Je-kyoon. Ce dernier, en tant que scénariste, producteur et réalisateur, s'est inspiré du tsunami du 26 décembre 2004 en Indonésie, comme il se l'explique : « J'étais justement à Haeundae à l'époque et je me demandais ce qu'il arriverait si un tsunami comme celui-ci s'abattait sur cette plage qui voit passer chaque été environ un million de vacanciers. C'est ce qui a donné naissance au film. ». LSon projet s'est avéré comme étant le premier film catastrophe d'une valeur de 13 millards de won jamais réalisé en Corée du Sud, et, malgré les polémiques et les inquiètudes concernant aux effets spéciaux en pleine période de la pré-production, a connu des difficultés.
Co-produit avec CJ Entertainment, ce projet s'élève non seulement à 13 millards de won, il dépasse 15 millards de won en ajoutant les coûts de publicité et de mercatique.

### Attribution des rôles
|  |

Mi-août 2008, alors que le tournage commence, Seol Kyeong-gu et Ha Ji-won y jouent dans le rôle de Choi Man-sik, président d'une association, et Kang Yeon-hee, propriétaire d'un restaurant de poisson cru sans licence, ainsi que Park Joong-hoon interprète le rôle de Kim Hwi, géologue, Uhm Jung-hwa, celui de Lee Yoo-jin, une gérante, Lee Min-Ki tenant celui de Choi Hyeong-sik, frère cadet de Man-sik, et Kim In-kwon, celui d'Oh Dong-choon, ancien camarade de classe de Yeon-hee. À la fin du mois, le joueur de base-ball Lee Dae-ho y fait une apparition exceptionnelle au stade de baseball Sajik, à Pusan.
Seol Kyeong-gu et Kim In-kwon ont accepté de participer à ce projet sans avoir lu le scénario.

### Tournage
|  |

Le tournage commence le 18 août 2008, dans le quartier de Haeundae, à Pusan, ainsi que sur la longue plage, sur le pont Gwangan, au port de Mipo et au stade de baseball Sajik. Il a également lieu à Boseong (Jeolla du Sud) et au Jeolla du Sud. Les prises de vues s'achèvent le 8 novembre.
Les effets spéciaux se font aux États-Unis, à San Francisco jusqu'au 17 décembre 2008,.

### Effets spéciaux
Deux cent spécialistes des effets spéciaux américains, entre autres, dont Hans Uhlig, ayant mis en œuvre les films à succès comme Le Jour d'après (2004) de Roland Emmerich, En pleine tempête de Wolfgang Petersen (2000) ou encore les Star Wars des années 2000, sont allés en Corée du Sud pour créer un tsunami le plus réaliste possible.

### Musique
La musique du film est composée par Lee Byeong-woo, connu pour avoir collaboré avec Bong Joon-ho pour ses films The Host (2006) et Mother (2010), ainsi que Kim Jee-woon pour Deux Sœurs (2003).

### Promotion
Le 6 mai 2009, l'affiche du film est dévoilée avec un énorme tsunami accompagné d'un slogan au-dessous de cette image : « Cet été, un énorme tsunami frappe la Corée du Sud ».

## Distinctions
Sauf indication contraire, les informations mentionnées dans cette section peuvent être confirmées par la base de données cinématographiques IMDb,  présente dans la section « Liens externes ».

### Récompenses
- Blue Dragon Film Awards 2009 :
  - Meilleur technique pour Hans Uhlig et Jang Seong-ho (infographie)
  - Prix du public pour le meilleur film
- Buil Film Awards 2009 :
  - Meilleur réalisateur pour Yoon Je-kyoon
  - Meilleur acteur dans un second rôle pour Kim In-kwon
- Director's Cut Awards 2009 : meilleur producteur pour Yoon Je-kyoon
- Grand Bell Awards 2009 : meilleur planning pour Yoon Je-kyoon
- Korean Association of Film Critics Awards 2009 : meilleure photographie pour Kim Young-ho
- Paeksang Arts Awards 2010 : meilleur acteur débutant pour Lee Min-ki

### Nominations
- Blue Dragon Film Awards 2009 :
  - Meilleur film
  - Meilleur réalisateur pour Yoon Je-kyoon
  - Meilleur acteur dans un second rôle pour Kim In-kwon et Lee Min-ki
  - Meilleure actrice débutante pour Kang Ye-won
  - Meilleure photographie pour Kim Yeong-ho
- Grand Bell Awards 2009 :
  - Meilleur film
  - Meilleur réalisateur pour Yoon Je-kyoon
  - Meilleur acteur pour Seol Kyeong-gu
  - Meilleur acteur dans un second rôle pour Kim In-kwon
  - Meilleure actrice dans un second rôle pour Uhm Jung-hwa
  - Meilleure photographie pour Kim Yeong-ho
  - Meilleurs effets visuels pour Hans Uhlig et Jang Seong-ho
  - Meilleurs effets sonores pour Eun Hee-soo
- Paeksang Arts Awards 2010 :
  - Meilleur film
  - Meilleur réalisateur pour Yoon Je-kyoon